# Vallée du Tombeau

Carte de Sainte-Hélène et position de la vallée du Tombeau.

La vallée du Tombeau, anciennement « vallée du Géranium », est un terrain situé dans le district de Longwood sur l'île de Sainte-Hélène, mais appartenant aux Domaines français de Sainte-Hélène, sur lequel fut érigée la première tombe de l'Empereur Napoléon Ier mort sur l'île en 1821.

## Histoire

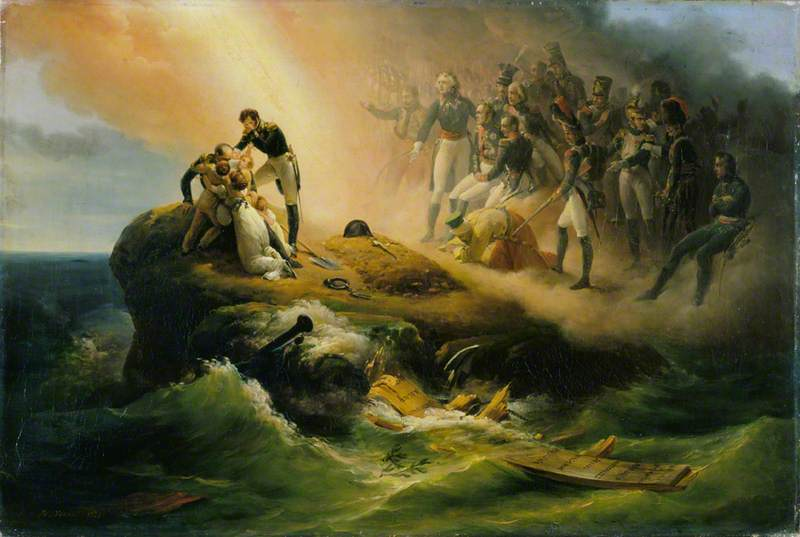
La Tombe de Napoléon
Horace Vernet, 1821
Wallace Collection, Londres

Conformément à ses dernières volontés dans le cas où son corps ne devait pas être ramené en Europe, Napoléon Ier fut inhumé le 9 mai 1821 près d'une source, dans la vallée du Géranium (renommée depuis « vallée du Tombeau ») dans un site bordé des trois côtés par les parois abruptes du « Bol à punch du Diable », vaste dépression circulaire. Il avait choisi ce lieu près de la fontaine de Mr Torbett dont il avait apprécié l'eau quand il s'y était désaltéré au cours d'une promenade sur son cheval blanc de course. 
La tombe de Napoléon se trouvait près d’un ruisseau étroit, mais le peintre Horace Vernet la place de façon dramatique sur un promontoire au bord de la mer, avec l’épave d’un navire portant les noms des batailles les plus importantes de l’empereur.

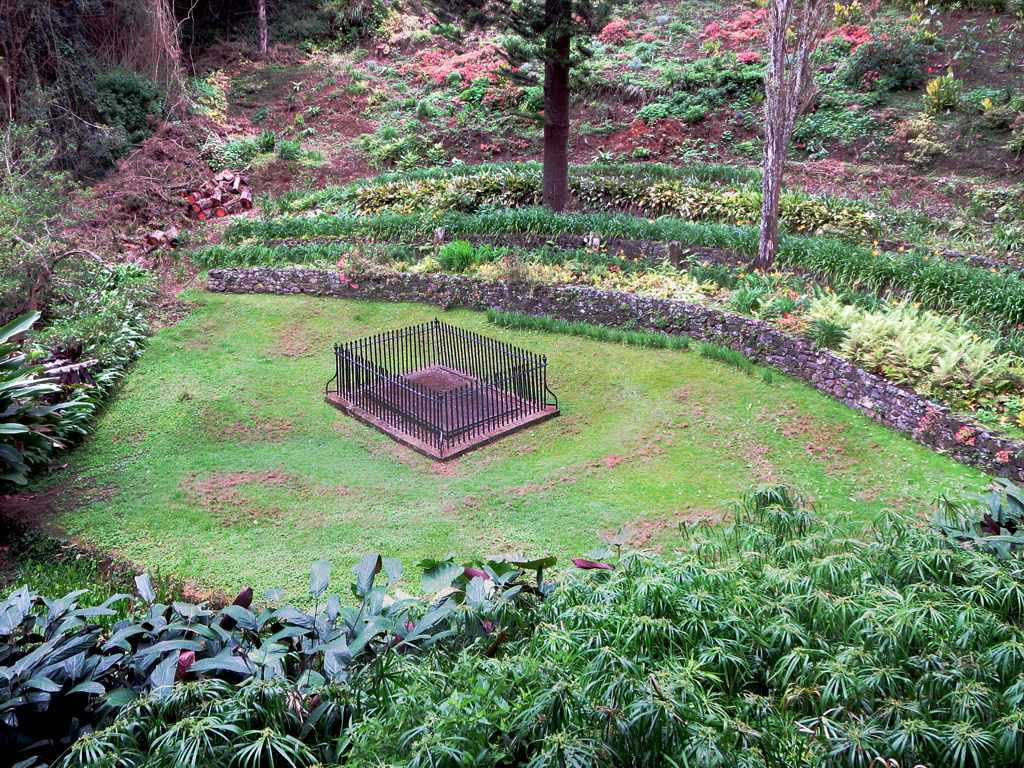
Tombe de Napoléon dans la « vallée du Géranium ».

La tombe, accessible par un sentier sinueux, est recouverte de trois dalles tumulaires et entourée d'une grille en fer sommée de fers de lance, solidement fixée sur son soubassement et ombragé par deux saules pleureurs (les saules ayant disparu depuis longtemps, effeuillés et écorcés par les chasseurs de reliques). Le tout était entouré d’un grillage en bois. Les Français voulurent y graver Napoléon Ier mais le général Hudson Lowe exigea que l'inscription soit « général Bonaparte », si bien que la plaque resta nue.

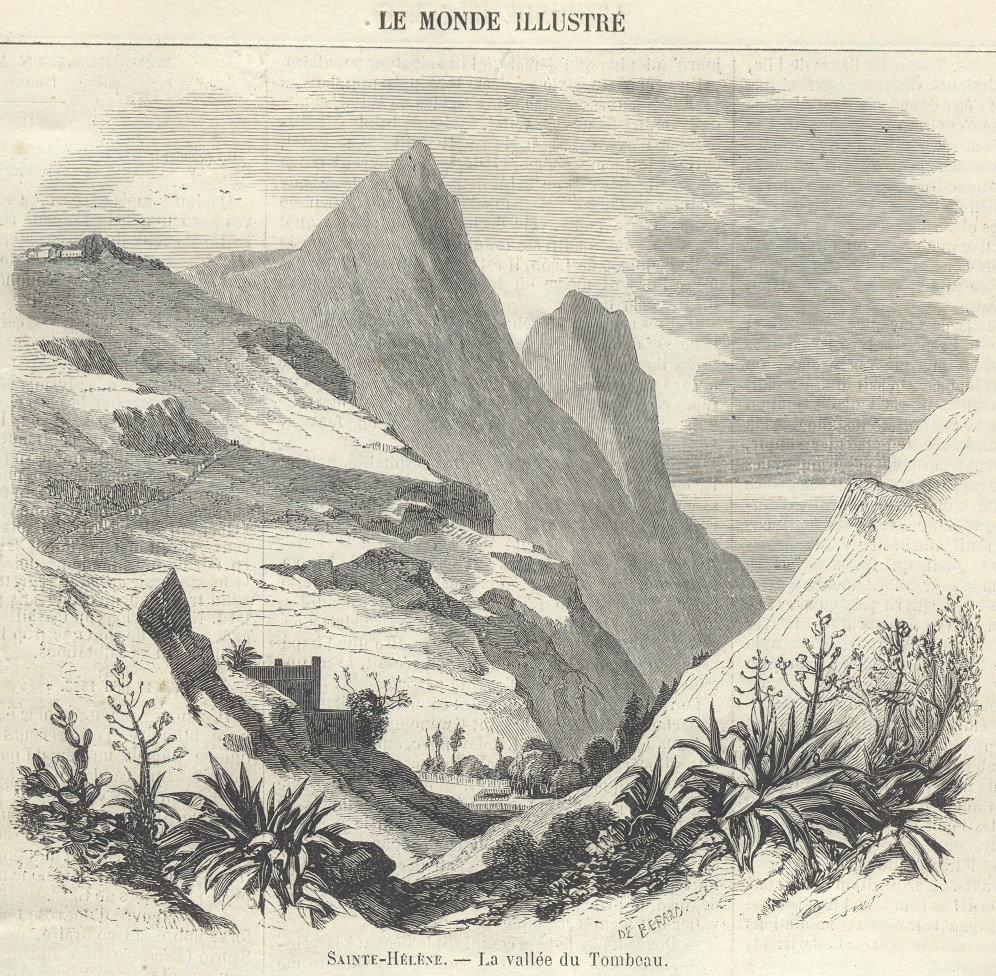
Gravure de la « vallée du Tombeau » en 1858.

En souvenir des douze grandes victoires de Napoléon, douze cyprès furent plantés vers 1830 par lady Dallas, épouse du brigadier-général Charles Dallas (en), nommé gouverneur de Sainte-Hélène pour la Compagnie britannique des Indes orientales le 29 avril 1828.
La dépouille de Napoléon Ier y resta jusqu'en 1840. Un poste de douze factionnaires anglais monta la garde dans une guérite près du tombeau jusqu'à cette période. Après son exhumation du 15 octobre 1840, ses cendres furent rapatriées en France sur ordre du roi Louis-Philippe. Une loi ordonnant la construction du nouveau tombeau de l'Empereur sous le dôme des Invalides avait été promulguée en parallèle, le 10 juin 1840. Les travaux s'achevèrent en 1853, date du décès de Louis Visconti (l'architecte chargé de la conception du monument). Le corps de Napoléon Ier, qui reposait depuis 1841 dans la chapelle Saint-Jérôme, fut transféré au sein de son nouveau tombeau le 2 avril 1861. 
En 1854, au moment de la grande amitié entre Napoléon III et la reine Victoria, le premier négocie auprès de la seconde le rachat de Longwood et la « vallée du Géranium » pour la somme de 7 000 livres sterling, la vente étant finalisée en 1858.
Ce domaine est actuellement administré par le ministère des affaires étrangères.